# Palau de Whitehall
El Palau de Whitehall (Whitehall Palace) fou la residència principal dels reis anglesos a Londres des de 1530 fins a 1698 en què va ser destruït pel foc. Abans d'això, s'havia convertit en el palau més gran d'Europa, amb més de 1.500 habitacions. Durant el regnat de Carles I d'Anglaterra, entre 1625 i 1649, el palau allotjava la major part de la col·lecció d'art de Carles I, una de les millors col·leccions de pintura renaixentista i barroca de la seva època.
Carles I, trobat culpable d'alta traïció com a "tirà, traïdor, assassí i enemic públic" fou executat per decapitació en un cadafal davant de la Casa del Banquet del Palau de Whitehall el 30 de gener de 1649.
Es va salvar del foc la Casa del Banquet, pavelló pensat per a festes i el sostre del qual va ser ornamentat per Rubens. El nom del palau prové de Whitehall, l'actual centre administratiu del Govern britànic.